# Josef Král (pedagog)
Josef Král (20. června 1839 Milevsko — 3. června 1903 Praha) byl český pedagog, spisovatel, zakladatel Učitelských novin, tištěného periodika vycházejícího v češtině, s obsahem určeným učitelům a pedagogickým pracovníkům.

## Život

### Mládí
Narodil se v Milevsku v jižních Čechách. Absolvoval učitelský ústav a od roku 1858 působil jako učitel. Vyučoval latinu na školách ve Vodňanech a Kasejovicích, od roku 1861 působil v Praze. Zde Král začal působit na Hlavní škole na Malé Straně.

### Spolková činnost
Josef Král se soustavně věnoval též profesní osvětě a učitelské spolkové činnosti. Roku 1881 stal předsedou Ústředního spolku jednot učitelských, v této pozici se podílel například na organizaci učitelských sjezdů, kde vystupoval jako výrazný řečník a obhájce zájmů učitelského stavu. Byl spoluzakladatelem a místopředsedou Ústřední Matice školské, stal se též členem pražské okresní školské rady.
Za svou kariéru obdržel řadu titulů čestného člena různých učitelských jednot a čestné občanství obce Sulislav u Stříbra.

### Publikační činnost
Byl též publicisticky činný, zejména v oboru textů o pedagogické činnosti. Redigoval noviny Posel z Budče, roku 1883 byl pak iniciátorem, šéfredaktorem a vydavatelem Učitelských novin, prvního periodika zaměřeného na pedagogické pracovníky

### Úmrtí
Josef Král zemřel 3. června 1903 v Praze. Tělo bylo pak uloženo ve hrobce na Olšanských hřbitovech zdobené bustou od akademického sochaře Ludvíka Herzla.

## Dílo
- Sbírka zemských a říšských zákonů školských, I. a II. díl (1894)[3]